# Andrographis monglunensis
Andrographis monglunensis là một loài thực vật có hoa trong họ Ô rô. Loài này được H.T.Chang & H.Chu mô tả khoa học đầu tiên năm 1989.